# Nuri Turan
Osman Nuri Turan (ur. 4 lipca 1924, zm. 5 stycznia 2016) – turecki lekkoatleta, dyskobol i kulomiot. Działacz lekkoatletyczny.
Brązowy medalista igrzysk śródziemnomorskich w pchnięciu kulą (1951).
Podczas igrzysk olimpijskich w Helsinkach (1952) odpadł w eliminacjach w pchnięciu kulą (20. miejsce z wynikiem 13,00 – jedyna ważna próba) oraz w rzucie dyskiem (31. lokata z rezultatem 41,45).
Na mistrzostwach Europy (1954) odpadł w eliminacjach pchnięcia kulą (22. miejsce z wynikiem 13,74) oraz rzutu dyskiem (21. lokata z rezultatem 42,05).
Trzykrotny rekordzista Turcji w rzucie dyskiem:
- 47,03 (28 lipca 1955, Ankara)[5]
- 47,61 (10 sierpnia 1955, Konya)[5]
- 48,34 (5 października 1958, Stambuł)[5]

Dwukrotnie (od 9 stycznia 1977 do 1 marca 1978 oraz od 11 grudnia 1979 do 14 maja 1981) pełnił funkcję prezesa Tureckiej Federacji Lekkoatletycznej.

## Rekordy życiowe
- Pchnięcie kulą – 14,82 (1958)
- Rzut dyskiem – 48,34 (1958) wynik ten był do 1974 rekordem Turcji[5]